# Grigorij Žislin
Grigorij Efimovič Žislin (in russo Григорий Ефимович Жислин?; Leningrado, 14 maggio 1945 – Berlino, 2 maggio 2017) è stato un violinista, violista e docente russo.

## Biografia
Grigorij Žislin studiò con Jurij Jankelevič presso il Conservatorio di Mosca. Nel 1967, all'età di 22 anni, vinse il Primo Premio al Concorso Paganini di Genova, e la Medaglia d'Argento al Concorso Regina Elisabetta di Bruxelles.
Come solista, Žislin si esibì con le Filarmoniche di S. Pietroburgo e Mosca, Orchestra della RAI di Milano e Torino, RBC Orchestras (Australia), Staatskapelle Dresden, Gewandhausorchester Leipzig, Vienna Symphonic, Sinfonia Varsovia, Warsaw National Philharmonic, Krakow Philharmonic, Stockholm Radio Orchestra. Suonò sotto la direzione di Herbert Blomstedt, Aldo Ceccato, Eric Klass, Karl Österreicher, Kirill Kondrašin, Dmitrij Kitaenko, Aleksandr Lazarev, Arvid Jansons, Jurij Temirkanov, Mariss Jansons, Woldemar Nelsson, Sauilus Sondeckis, Tadeusz Strugala, Natan Rachlin, Neeme Järvi, Vladimir Fedoseev.
Fu ospite dei più prestigiosi festival, quali Moscow Stars, Warsaw Autumn, Primavera di Praga, Maggio Musicale Fiorentino, Kuhmo Chamber Music Festival e Festival Pablo Casals di Porto Rico. Fu membro della giuria dei concorsi internazionali di violino Premio Paganini di Genova, Wieniawski in Polonia, Città di Brescia, David Oistrakh di Mosca e Yehudi Meuhin in Inghilterra.
Collaborò con i compositori Alfred Schnittke, Edison Denisov, Sofia Gubaidulina e Krzysztof Penderecki. Fu il primo violinista ad eseguire il Concerto per violino di Penderecki in Russia, con lo stesso compositore incise anche l'integrale delle opere per violino e per viola. Nel 1983 Žislin eseguì in prima assoluta il suo Concerto per viola (1983). Lo stesso Penderecki ha dedicato la sua Cadenza per viola sola (1984) a Žislin.
Žislin fu docente di violino e viola presso il Royal College of Music di Londra, e in seguito docente di violino presso la Hochschule für Musik di Würzburg, in Germania. Insegnò in Finlandia, Norvegia e Polonia. Inoltre, tenne corsi di perfezionamento in Germania, Croazia, Stati Uniti, Polonia, Italia, Francia e Spagna.
Fra i suoi allievi più conosciuti a livello internazionale, si ricordano Il'ja Grubert, Dmitrij Sitkoveckij, Nicolas Koeckert, Daniel Hope e Sergej Khachatryan.